# 강덕 (만주국)
강덕(康德, 1934년 3월 1일 ~ 1945년 8월 17일)은 만주국(滿洲國) 황제 푸이의 연호이자 동시에 중국 황조 역사상 최후의 연호이다.
강덕(康德) 12년(1945년) 8월 15일에 제2차 세계대전의 추축국인 일본이 항복을 하면서, 일본의 괴뢰국인 만주국의 존폐의 기로에 놓아졌다. 이틀 후인 8월 17일에 총리대신 장징후이의 주체로 한 국무원(國務院) 회의에서 만주국 해체를 결정함에 따라 만주국이 멸망한다.

## 개원
- 대동(大同) 3년(1934년) 3월 1일에 집정 푸이가 황제로 등극하면서, 연호를 강덕(康德)으로 개원함.[1]

- 강덕(康德) 12년(1945년) 8월 17일에 만주국 국무원 회의에서 만주국 해체를 결정함에 따라 강덕 연호도 폐지됨.

## 연대 대조표
| 강덕 | 서기 (西紀) | 간지 (干支) | 대한임시정부 연호 | 중화민국기원    | 일본 연호       |
| 원년 | 1934년      | 갑술 (甲戌) | 대한민국 16년     | 민국(民國) 23년 | 쇼와(昭和) 9년  |
| 2년  | 1935년      | 을해 (乙亥) | 대한민국 17년     | 민국 24년       | 쇼와 10년       |
| 3년  | 1936년      | 병자 (丙子) | 대한민국 18년     | 민국 25년       | 쇼와 11년       |
| 4년  | 1937년      | 정축 (丁丑) | 대한민국 19년     | 민국 26년       | 쇼와 12년       |
| 5년  | 1938년      | 무인 (戊寅) | 대한민국 20년     | 민국 27년       | 쇼와 13년       |
| 6년  | 1939년      | 기묘 (己卯) | 대한민국 21년     | 민국 28년       | 쇼와 14년       |
| 7년  | 1940년      | 경진 (庚辰) | 대한민국 22년     | 민국 29년       | 쇼와 15년       |
| 8년  | 1941년      | 신사 (辛巳) | 대한민국 23년     | 민국 30년       | 쇼와 16년       |
| 9년  | 1942년      | 임오 (壬午) | 대한민국 24년     | 민국 31년       | 쇼와 17년       |
| 10년 | 1943년      | 계미 (癸未) | 대한민국 25년     | 민국 32년       | 쇼와 18년       |
| 강덕 | 서기 (西紀) | 간지 (干支) | 대한임시정부 연호 | 중화민국기원    | 일본 연호       |
| 11년 | 1944년      | 을유 (乙酉) | 대한민국 26년     | 민국(民國) 33년 | 쇼와(昭和) 19년 |
| 12년 | 1945년      | 갑신 (甲申) | 대한민국 27년     | 민국 34년       | 쇼와 20년       |

## 동시대 연호

### 한국
대한민국 임시정부(大韓民國 臨時政府)
- 대한민국(大韓民國) (1919년 ~ 1948년)

### 중국
중화민국(中華民國)
- 민국(民國) (1912년 ~ )

### 베트남
- 바오다이(保大) (1926년 ~ 1945년)

### 일본
- 쇼와(昭和) (1926년 ~ 1989년)

## 같이 보기
- 중국의 연호 목록